# Aleksandr Maltsev
Aleksander Nikolajevitj Maltsev, ryska: Александр Николаевич Мальцев, född 20 april 1949 i Kirovo-Tjepetsk, en liten industristad i Uralbergen, är en rysk före detta ishockeyspelare. Han debuterade för det sovjetiska landslaget i VM 1969 i Stockholm. Klubblaget hemma i Sovjetunionen var Dynamo Moskva.
Maltsev spelade för det sovjetiska landslaget mellan 1969 och 1983. Han var en gudabenådad passningsspelare, och anses av många vara en av Sovjetunionens bäste spelare genom tiderna. Han är den spelare som gjort flest mål i Sovjetunionens landslag genom tiderna.
Han var lagkapten för Sovjetunionens landslag i Canada Cup 1976.